# Kabary Salem
Kabary Salem est un boxeur égyptien né le 12 février 1968 au Caire. Le boxeur égyptien a été arrêté en décembre 2020 pour le meurtre de sa fille.

## Carrière
La carrière amateur de Kabary Salem est marquée par une médaille d'or aux Jeux africains du Caire en 1991 en poids super-welters, une médaille de bronze aux Jeux méditerranéens d'Athènes en 1991 dans la même catégorie et une médaille de bronze aux Jeux africains de Harare en 1995 dans la catégorie des poids moyens.
Vivant à Brooklyn, dans l'État de New York, sa carrière professionnelle est marquée par ses titres de champion d'Amérique du Nord NABF des super-moyens en 1999 face à Randie Carver et NABO en 2003 contre Manu Ntoh. Il compte à son palmarès 23 victoires (12 par KO) contre 5 défaites face notamment à Lucian Bute et Joe Calzaghe le 24 novembre 2004 pour le titre mondial WBO.